# Bruno Gentner
Bruno Gentner (* 27. September 1920) war ein deutscher Geschichtsmethodiker an der Pädagogischen Hochschule Potsdam, der von den 1960er bis in die 1980er Jahre wirkte.
Gentner verlor infolge des Wehrdienstes als Infanterieleutnant im II. Weltkrieg einen Arm und studierte das Lehramt für Geschichte. Er promovierte an der Humboldt-Universität zu Berlin 1955 mit dem Thema „Entwicklung des Geschichtsunterrichts und der Geschichtsmethodik in den allgemeinbildenden Schulen Preußens 1800–1848“ und arbeitete als Assistent bei Walter Strauss, der im Verdacht des antimarxistischen Revisionismus stand. 1961 habilitierte sich Gentner in Potsdam über Selbsttätigkeit im Geschichtsunterricht, ein reformpädagogisches Thema. Im Streit zwischen einer Ausrichtung an der herrschenden Ideologie (Führungsrolle der SED, Internationalismus, Antiimperialismus) als Ziel und den psychologischen Möglichkeiten von Kindern trat er für den Vorrang der ersteren ein, worauf auch Volksbildungsministerin Margot Honecker Wert legte. Als Praktiker legte er zugleich Wert auf Selbsttätigkeit der Schüler und Anschaulichkeit des Unterrichts, nicht zuletzt durch audiovisuelle Lehrmittel. In den 1960er und 1970er Jahren war einer der führenden Geschichtsmethodiker in der DDR.

## Schriften
- Das Prinzip der Selbsttätigkeit im Geschichtsunterricht, Berlin 1961
- Aktuelle Probleme der Denk- und Erkenntnisarbeit im Geschichtsunterricht: (ein Diskussionsbeitrag), Berlin 1967
- mit Reinhold Kruppa (Hrsg.): Methodik Geschichtsunterricht, Volk und Wissen, Berlin 1975 u. ö. Inhaltsverzeichnis

## Einzelbelege
1. ↑  Rudolf Bonna: Die Erzählung in der Geschichtsmethodik von SBZ und DDR. Bochum 1996.
2. ↑  Hans-Georg Wolf: Geschichtswissenschaft im Rahmen der Gesellschaftswissenschaften. In: Geschichtswissenschaft in der DDR: Historische Entwicklung, Theoriediskussion und Geschichtsdidaktik. A. Fischer, G. Heydemann, 1988, S. 219, abgerufen am 15. Juli 2018.

| Personendaten    | Personendaten                                       |
| ---------------- | --------------------------------------------------- |
| NAME             | Gentner, Bruno                                      |
| KURZBESCHREIBUNG | deutscher Historiker und Geschichtsmethodiker (DDR) |
| GEBURTSDATUM     | 27. September 1920                                  |